# بوریس پیوتروفسکی
بوریس پیوتروفسکی (روسی: Бори́с Бори́сович Пиотро́вский؛ ۱۴ فوریه ۱۹۰۸ – ۱۵ اکتبر ۱۹۹۰) انسان‌شناس، باستان‌شناس، و تاریخ‌نگار اهل اتحاد شوروی بود.

## جوایز
وی برندهٔ جوایزی همچون نشان انقلاب اکتبر، مدال دفاع از لنینگراد، و نشان لنین شده‌است.

## آثار
- تمدن اورارتو